# René Vandereycken
René Vandereycken (22 de juliol de 1953) és un exfutbolista belga.
Va formar part de l'equip belga a la Copa del Món de 1986. Pel que fa a clubs, formà part, entre d'altres, del Club Brugge, i del RSC Anderlecht. Un cop retirat fou entrenador, dirigint, entre d'altres a la selecció belga.